# PACS
PACS (англ. Picture archiving and communication system, Система архівування та розсилання зображень) — технологія, що використовується в медичній візуалізації для зберігання та зручного доступу до зображень.
PACS забезпечує передачу медичних цифрових зображень та звітів через комп'ютерну мережу, це усуває необхідність ручних маніпуляцій з рентгенівськими та іншими знімками. Технологія використовує DICOM (Digital Imaging and Communications in Medicine, Цифрова обробка зображень та комунікації в медицині) — універсальний формат для зберігання та перенесення зображень, що є галузевим стандартом у медицині, ISO 12052:2017. PACS може також працювати з іншими типами даних, наприклад, відсканованими документами збереженими, як PDF (Portable Document Format) файли. 

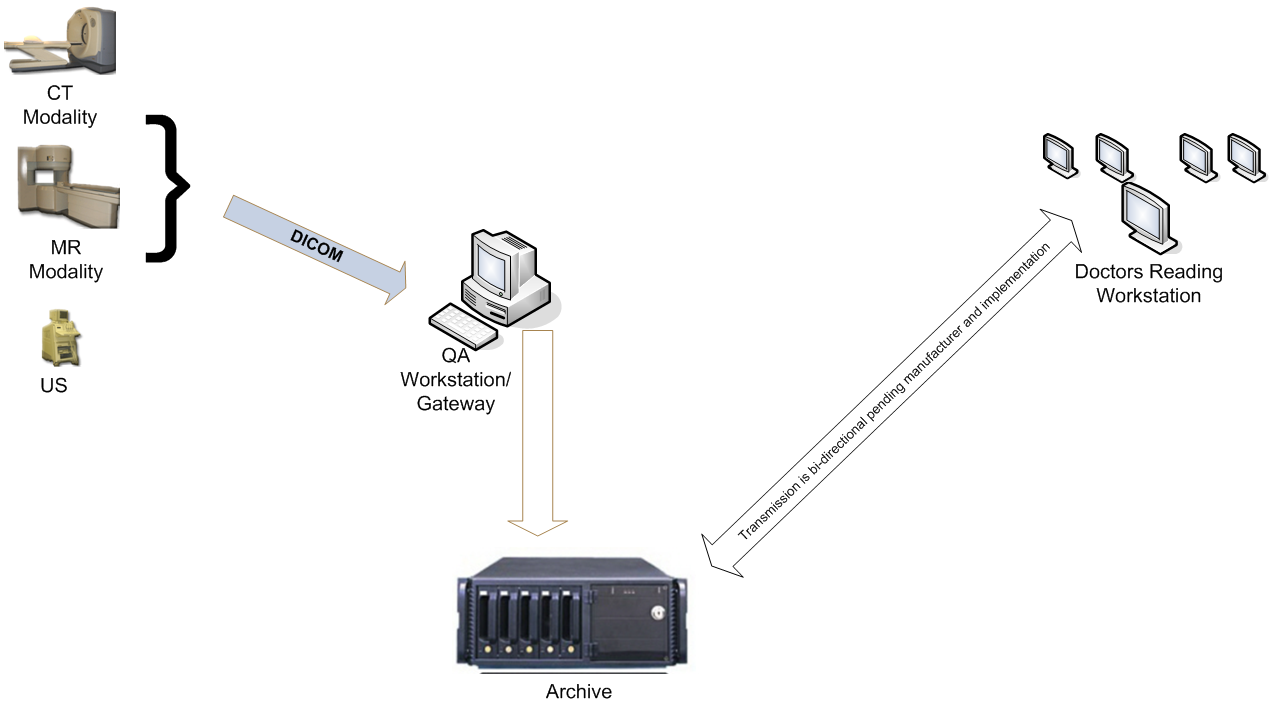
Структурна схема PACS

PACS складається з чотирьох основних компонентів: 
1. Апаратні засоби отримування медичних знімків, що працюють на принципах:
  - Рентгенографії
  - Комп'ютерної томографії
  - Магнітно-резонансної томографії
  - Ультразвукової діагностики
2. Безпечна комп'ютерна мережа
3. Мережа зберігання даних
4. Робочі станції персоналу

PACS надає персоналу доступ до баз даних знімків через вебзастосунки та має пошукову систему.